# Ludwig I. von Löwenstein

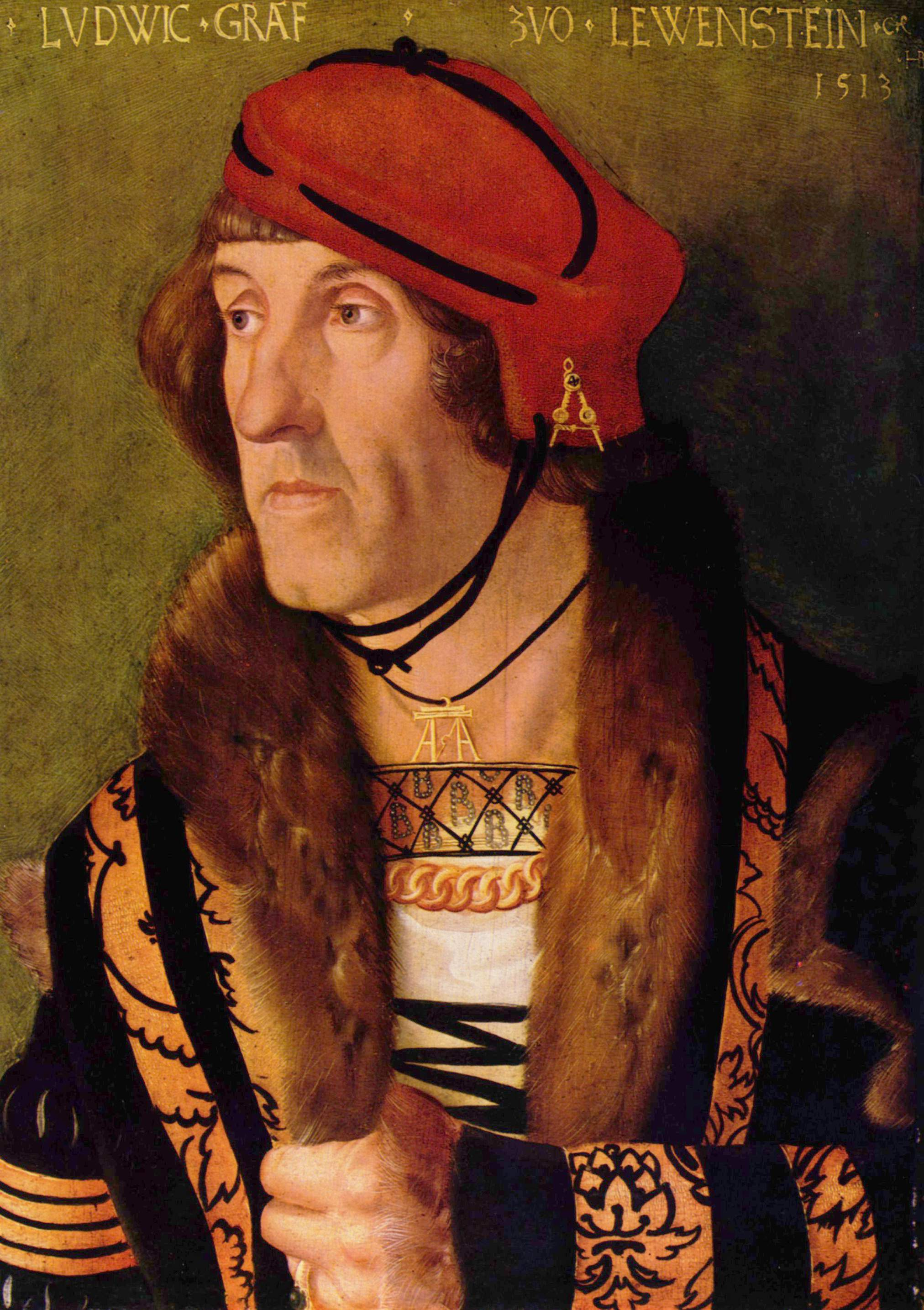
Graf Ludwig I. von Löwenstein, Gemälde von Hans Baldung, 1513

Ludwig I. von Löwenstein (* 29. September 1463 in Heidelberg; † 28. März 1523 in Löwenstein) war Begründer des Hauses Löwenstein-Wertheim.

## Leben
Ludwig war ein Sohn des Kurfürsten Friedrich des Siegreichen (1425–1476) von der Pfalz aus dessen Verbindung mit Klara Tott (oder auch Dett). Sein Vater hatte das Hoffräulein am Herzogshof in München 1459 kennengelernt. Sie bekamen zusammen die beiden Söhne Ludwig und dessen älteren Bruder Friedrich (1461–1474). Es ist wahrscheinlich, dass Friedrich I. eine morganatische Ehe mit Klara Tott eingegangen ist, jedoch wurden alle diesbezüglichen Umstände geheim gehalten. 
1474 bestimmte Kurfürst Friedrich, mit Zustimmung seines Neffen und Nachfolgers Philipp, mehrere Personen zu Vormündern seines einzig noch lebenden Sohnes Ludwig. Darunter befand sich u. a. der kurpfälzische Protonotarius Alexander Bellendörfer.
1482 unternahm Ludwig in der Reisegruppe des Markgrafen Friedrich des Älteren von Brandenburg eine Pilgerreise nach Jerusalem, von der er wohlbehalten zurückkehrte.
1485 kaufte Ludwig das Lehngut Eschelbronn und war bis 1521 Grundherr des Dorfes.

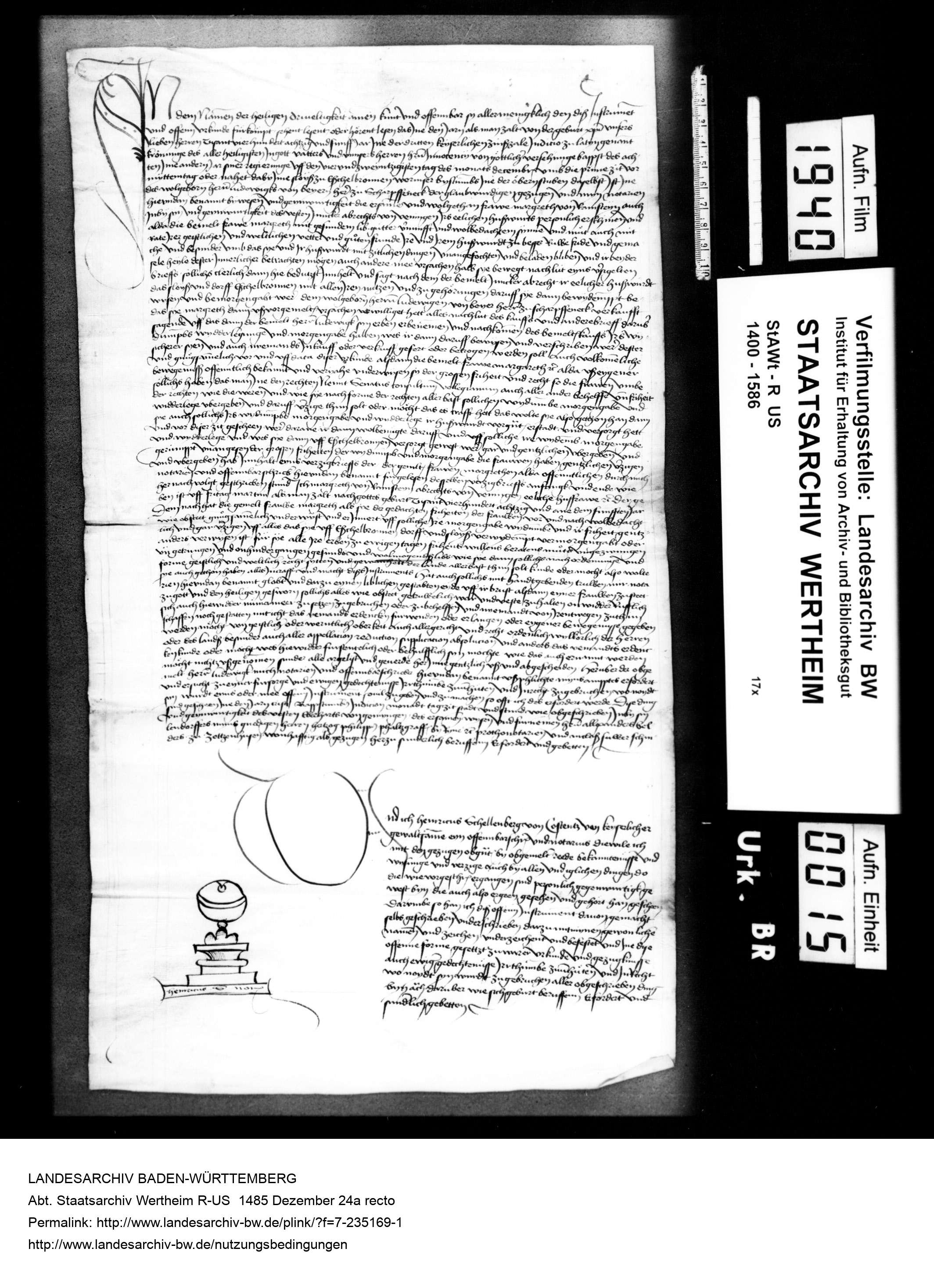
Urkunde des Kaufs von Eschelbronn (Vorderseite)
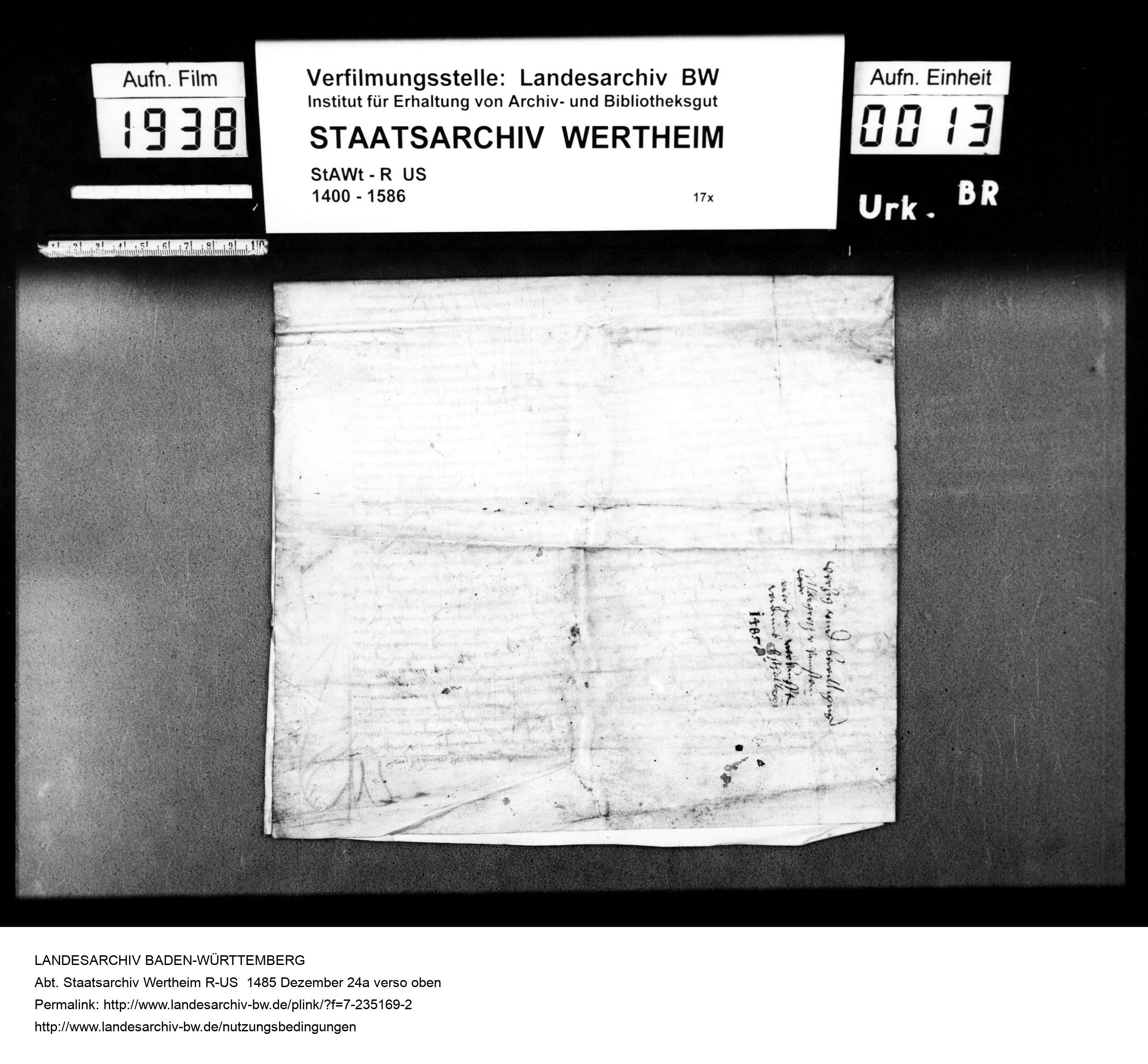
Urkunde des Kaufs von Eschelbronn (Rückseite oben)
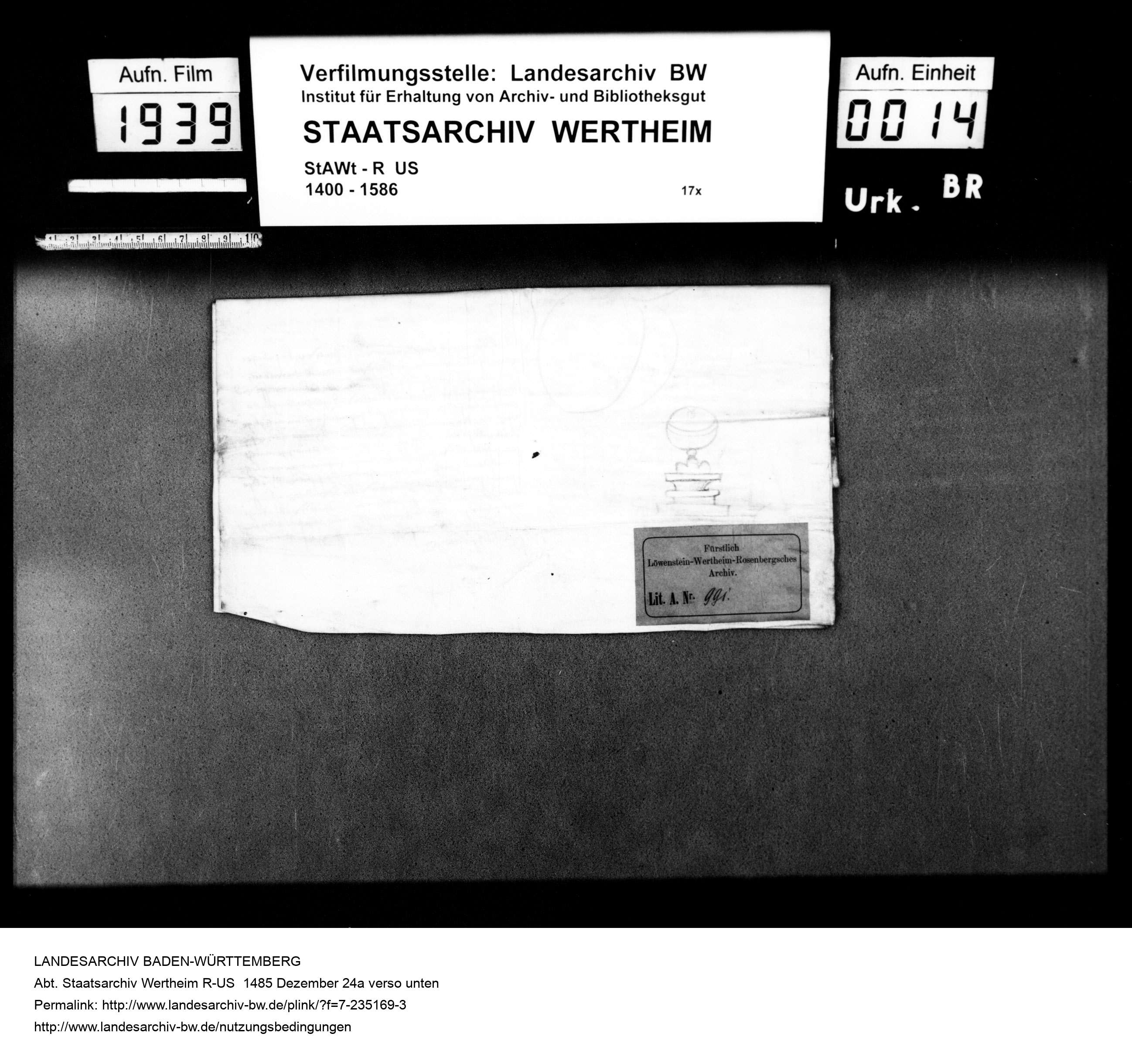
Urkunde des Kaufs von Eschelbronn (Rückseite unten)

Dynastisch hatte sich Friedrich stets für seinen Neffen Philipp eingesetzt, von dem er die nachträgliche kirchliche Einsegnung seiner Beziehung und die fürstliche Versorgung seiner Söhne erwirkte. Philipp vermachte Ludwig zunächst die Herrschaft Scharfeneck und 1488 die pfälzische Grafschaft Löwenstein. 1492 erwarb Ludwig weiterhin die Herrschaft Abstatt mit der Burg Wildeck und wurde am 24. Februar 1494 vom römisch-deutschen König Maximilian I. in den Reichsgrafenstand erhoben. Die Burg Löwenstein wurde ihm 1504 durch Herzog Ulrich zerstört. Graf Gottfried Werner von Zimmern berichtet davon in der Zimmerischen Chronik.
Ludwig heiratete in erster Ehe 1488 Elisabeth von Montfort († 1503) und in zweiter Ehe 1509 Sophia Böcklin († 1510) Witwe von Konrad III. von Tübingen. Aus seiner ersten Ehe hatte er zehn Kinder, darunter seine Söhne und Nachfolger Ludwig II. (1498–1536) und Friedrich I. (1502–1541).
Ludwig I. gilt als Stammvater des Hauses Löwenstein-Wertheim mit den noch heute existierenden Linien der evangelischen Fürsten von Löwenstein-Wertheim-Freudenberg und der katholischen Fürsten von Löwenstein-Wertheim-Rosenberg.

## Familie
Ludwig heiratete in erster Ehe 1488 Elisabeth von Montfort († 13. Januar 1503). Das Paar hatte folgende Kinder:
- Margarete (* 28. Juni 1489; † 1489)
- Elisabeth (* 8. Juni 1490; † 1530)

⚭ Graf Oswald II. von Tierstein (* 27. August 1474; † 1514)
⚭ 1524 Georg Würtwein
- Wolfgang (* 2. April 1491; † 28. April 1491)
- Ludwig (*/† März 1492)
- Wolfgang (* 25. März 1493; † 15. April 1512) ⚭ 15. Januar 1512 Elisabeth von Hohenlohe-Neuenstein (* 18. November 1495; † 1540), Tochter von Graf Kraft VI. zu Hohenlohe-Weikersheim
- Katharina (* 25. April 1497; † 10. September 1541), Nonne in Lichtenstern
- Ludwig II. (* 28. April 1498; † 1536) ⚭ 16. Dezember 1525 Anna Schenk von Limpurg († 1536)
- Klara (* 28. April 1499; † 6. Februar 1568), Nonne in Kloster Lobenfeld
- Johanna (* 20. Juli 1500; † 10. Januar 1520), Nonne in Lichtenstern
- Friedrich I. (* 19. August 1502; † 3. Februar 1541) ⚭ 16. Juni 1524 Helena von Königsegg (* 15. März 1509; † 20. April 1566)

- Ludwig III. von Löwenstein-Wertheim (* 17. Februar 1530; † 13. März 1611)